# Yves Delacour
Yves Christian Victor Delacour (ur. 15 marca 1930 w Le Perreux-sur-Marne, zm. 14 marca 2014 w Férolles-Attilly) – francuski wioślarz, brązowy medalista olimpijski.
Wystąpił na igrzyskach olimpijskich w Melbourne w 1956, gdzie Francuzi w składzie: René Guissart, Yves Delacour, Gaston Mercier i Guy Guillabert zdobyli brązowy medal w czwórkach bez sternika. W wyścigu finałowym wyprzedziły ich osady Kanady i Stanów Zjednoczonych. Był to jego jedyny start olimpijski.
W 1955 zdobył brązowy medal w ósemkach na igrzyskach śródziemnomorskich w Barcelonie.
Trzykrotnie zdobywał mistrzostwo kraju: w ósemkach w latach 1952 i 1955 oraz w czwórkach bez sternika w 1959. Ponadto dwukrotnie zdobywał mistrzostwo Francji w kajakarstwie, w latach 1953 i 1957.